# Держальники
Держа́льники или Знакомцы — молодые люди из бедных дворян, проживавшие на полном содержании, в домах бояр (знатных людей), использовавшиеся для разных поручений и впоследствии назначавшиеся на разные должности.
В Толковом словаре живого великорусского языка Владимира Даля написано что Держа́льник (м., стар.) товарищ или помощник воеводы; бедные дворяне, постоянно проживавшие на полном содержании в домах людей родословных; они предшествовали своим патронам, когда, последние выезжали со двора, входили с ними в дома частных людей, где принимались как гости; но во время приезда патронов во дворец, оставались у крыльца при лошадях. Иногда городовые воеводы назначали их к доходным должностям в своем городе для кормления. А Евгений Николаевич Опочинин указывал что Держальники — послуживцы — сторонники, близкие люди больших бояр, выхолившие с ними на службу.
Бояре брали держальников в ранней молодости, воспитывали и впоследствии определяли в полки или назначали на какие-нибудь должности. Также бояре, держали их при себе, и употребляя их для посылок по делам военной службы. Татищев и Энциклопедический словарь Брокгауза и Ефрона называет их держальники, и Татищев уподоблял их с адъютантами.
Знакомцы сопровождали бояр ко двору; летом бояре ездили верхом, знакомцы шли пешком и вели лошадей. В царский дворец знакомцы не входили, а ожидали боярина на улице. При визите бояр в частные дома знакомцы принимались как гости.
Знакомцы сопровождали боярина в военных походах, и вместе с детьми боярскими были телохранителями боярина.

... Вскоре лекарь Давыд Берлов донес на Ивана Кирилловича, будто бы последний подговаривал своего «держальника Ивана Орла» убить царя; вследствие этого доноса Иван Кириллович был сослан в Рязань, где повелено было ему быть за пристава. ...— Нарышкин, Иван Кириллович, Русский биографический словарь А. А. Половцова
В 1701 году Пётр I запретил боярам иметь при себе знакомцев.